# Америчка хорор прича: Дупли садржај
Десета сезона америчке телевизијске серије Америчка хорор прича, поднасловљена Дупли садржај, састоји се од две приче, од којих свака заузима половину сезоне. Прва прича, Црвена плима, прати породицу у Провинстауну, која упознаје мистериозне мештане града. Друга прича, Долина смрти, прати групу студената који се нађу усред завере ванземаљаца. Ансамблску поделу улога предводе ветерани Сара Полсон, Еван Питерс, Лили Рејб, Фин Витрок, Франсес Конрој, Били Лурд, Лесли Гросман, Адина Портер и Анџелика Рос, као и новајлије Маколи Калкин, Рајан Кијера Армстронг, Нил Макдона, Каја Гербер, Нико Гритам, Ајзак Пауел, Рејчел Хилсон и Ребека Дајан.
Сезона је емитована од 25. августа до 20. октобра 2021. и састоји се од 10 епизода. Првобитно је премијера била заказана за 2020, али је одложена због пандемије ковида 19. Први део сезоне, Црвена плима, добила је изузетно позитивне рецензије критичара, који су критиковали последњу епизоду. Други део, Долина смрти, добила је помешане рецензије.

## Улоге

### 1. део:Црвена плима
- Сара Полсон као Карен
- Еван Питерс као Остин Сомерс
- Лили Рејб као Дорис Гарднер
- Фин Витрок као Хари Гарднер
- Франсес Конрој као Сара „Бел Ноар” Канингам
- Били Лурд као Лесли „Ларк” Фелдман
- Лесли Гросман као Урсула Кан
- Адина Портер као шефица Берлсон
- Анџелика Рос као Хемичарка
- Маколи Калкин као Мики
- Рајан Кијера Армстронг као Алма Гарднер

### 2. део:Долина смрти
- Сара Полсон као Мејми Ајзенхауер
- Лили Рејб као Амелија Ерхарт
- Лесли Гросман као Калико
- Анџелика Рос као Тета
- Нил Макдона као Двајт Ајзенхауер
- Каја Гербер као Кендал Кар
- Нико Гритам као Кал Камбон
- Ајзак Пауел као Трој Лорд
- Рејчел Хилсон као Џејми Хауард
- Ребека Дајан као Марија Вајкоф

## Епизода
| Део 1 |    |  |                           |                                                     |                     |  |       |
| 104   | 1  |  | Џон Џеј Греј              | Рајан Марфи и Бред Фалчак                           | 25. август 2021.    |  | 0,925 |
| 105   | 2  |  | Лони Перистер             | Бред Фалчак и Рајан Марфи                           | 25. август 2021.    |  | 0,581 |
| 106   | 3  |  | Лони Перистер             | Бред Фалчак                                         | 1. септембар 2021.  |  | 0,697 |
| 107   | 4  |  | Аксел Керолин             | Бред Фалчак                                         | 8. септембар 2021.  |  | 0,610 |
| 108   | 5  |  | Џон Џеј Греј              | Бред Фалчак и Мени Кото                             | 15. септембар 2021. |  | 0,642 |
| 109   | 6  |  | Џон Џеј Греј              | Бред Фалчак и Мени Кото                             | 22. септембар 2021. |  | 0,732 |
| Део 2 |    |  |                           |                                                     |                     |  |       |
| 110   | 7  |  | Макс Винклер              | Бред Фалчак, Кристен Рајдел и Мени Кото             | 29. септембар 2021. |  | 0,687 |
| 111   | 8  |  | Теса Блејк                | Мени Кото, Кристен Рајдел и Бред Фалчак             | 6. октобар 2021.    |  | 0,483 |
| 112   | 9  |  | Лора Белси и Џон Џеј Греј | Кристен Рајдел, Мени Кото и Рајли Смит              | 13. октобар 2021.   |  | 0,579 |
| 113   | 10 |  | Аксел Керолин             | Бред Фалчак, Мени Кото, Кристен Рајдел и Рајли Смит | 20. октобар 2021.   |  | 0,579 |